# Polydesmus angustus
Espèce
Synonymes
- Alpertia lunatifrons Loomis, 1972[2]
- Polydesmus (Polydesmus) angustus Latzel, 1884[3]
- Polydesmus complanatus angustus Latzel, 1884[2]
- Polydesmus complanatus elevatus Verhoeff[2]
- Polydesmus complanatus f. angustus (Latzel, 1884)[2]
- Polydesmus complanatus var. angustus Latzel, 1884[2]
- Polydesmus verhoeffi angustatus Attems, 1940[2]
- Polydesmus verhoeffi platynotus (Pocock, 1894)[2]
- Polydesmus verhoeffi var. savonensis Verhoeff, 1930[2]

Polydesmus angustus est une espèce de mille-pattes de la classe des diplopodes.

## Liste des sous-espèces
Selon Catalogue of Life (29 mai 2018) :
- sous-espèce Polydesmus angustus pseudinteger Brölemann